# Zoo Empire
Zoo Empire est un jeu vidéo de simulation économique développé et édité par Enlight Software, sorti en 2004 sur Windows.

## Accueil
- Jeuxvideo.com : 10/20[1]